# Степанчук Владислав Володимирович
Владисла́в Володи́мирович Степанчу́к — солдат Державної прикордонної служби України, учасник російсько-української війни, що відзначився у ході російського вторгнення в Україну. Герой України (2025).

## Життєпис
Народився 29 січня 2006 року у м. Хмельницькому.
У липні 2023 року вступив на навчання до Національної академії Державної прикордонної служби України імені Богдана Хмельницького, а вже у квітні 2024-го, щойно досягнувши 18-річчя, за власним бажанням долучився до новоствореного відділення вогневої підтримки Державної прикордонної служби України.
Першого бойового досвіду набув 29 квітня 2024 року. Під час облаштування вогневих позицій українськими військовослужбовцями у Курській області, ворог застосував проти них комбінований обстріл з артилерійських систем та ударних дронів «Ланцет». Українські прикордонники здійснили маневр, проте потрапили під мінометний обстріл. Владислав Степанчук надав допомогу пораненим та організував зв'язок із командним пунктом. Об'єднавшись із групою військовослужбовців суміжного підрозділу, солдат Степанчук взяв командування на себе та організував відхід усіх бійців на запасні позиції. Внаслідок бою, що тривав чотири години, українські захисники під командуванням Владислава Степанчука вийшли з-під напівоточення та всі 21 військовослужбовці передислокувались у безпечний район.

## Нагороди
- Звання Герой України з врученням ордена «Золота Зірка» (26 лютого 2025) — за особисту мужність і героїзм, виявлені у захисті державного суверенітету та територіальної цілісності України, самовіддане служіння Українському народові[4]. Орден вручив у Києві 4 квітня 2025 року президент України Володимир Зеленський[1].